# Stipa pfisteri
Stipa pfisteri är en gräsart som beskrevs av Oscar R. Matthei. Stipa pfisteri ingår i släktet fjädergrässläktet, och familjen gräs. Inga underarter finns listade i Catalogue of Life.